# 5.8×42mmDBP87
5.8x42mmDBP87とは中華人民共和国で開発された小銃用弾薬である。本弾薬は中国独自の小口径小銃用弾薬である。

## 概要
5.56x45mm NATO弾や5.45x39mm弾といった他の小口径高速弾よりも重い弾頭を高初速で撃ち出す事により、これらの弾よりも優れた性能を持っていると人民解放軍では評価している。
中国は日中戦争で相対した大日本帝国陸軍が運用する三八式実包が、自軍が運用する7.92x57mmモーゼル弾よりも小口径である為に低反動かつ低伸する弾道により発揮する高い命中精度を高く評価していたが、続く朝鮮戦争でソ連から供与されたモシン・ナガンなどの兵器により、弾薬体系を小銃弾の口径がモーゼル弾と大差の無いソ連式に改める事となった。
1970年、中国はベトナム戦争でアメリカ軍が運用したM16自動小銃や5.56x45mm NATO弾と相対し、またしても小口径弾薬を脅威として認識する事となると共に、軽量な小銃と小口径高速弾の組み合わせにより得られる、高い命中精度の他に資源の節約や携行弾薬の増加といった他のメリットも注目され、中国軍は自らも小口径高速弾を要求する事となった。
しかし当時はソ連を含めた東側諸国において5.56x45mm NATO弾のような小口径高速弾は実用化されておらず、また中ソ間の政治的関係が劇的に冷え込んでいた為に他の東側諸国と共同開発が出来る下地もなく、中国は独自に小口径高速弾を開発する事となり、本弾薬は誕生した。

## 経緯
1971年、中国独自で開発する小口径高速弾の要求仕様が以下のように纏められた。
- 口径 : 6mm前後
- 初速 : 1000m/s前後
- 腔圧 : 3200kg/cm2以下
- 有効射程 : 400m
- 威力 : 600m以内で殺傷能力と装甲貫通能力が56式7.62mm普通弾以上
- 射撃精度 : フルオート射撃で63式自動歩槍以上
- 弾道特性 : 400m射撃において弾道高低差0.4m以下
- 弾頭 : 普通弾のみならず徹甲曳光弾、焼夷弾の設計も考慮すること。
- 銃の重量 : 3.2kg以下
- 銃の特性 : 構造が簡単で、生産性、経済性、操作性に優れ、軍の作戦要求に適合する事。

これらの要求に従い、中国各地の研究所、工廠、軍の3者による三結合による予備研究と検証が始まり、最終的には3つの研究所、2つの学院、27つの工廠、1つの軍基地と関連する軍の部隊が参加し、5.6mm、5.8mm、5.81mm、5.98mm、6mmといった各種の様々な口径の弾薬が試作され検証された。
1978年、5.8mmと6mmの2つの口径で要求が満たせる事が確認され、それぞれに異なった長所があったものの、5.8mm口径が採用される事となった。
これにより、1979年に5.8mm口径の弾薬と小銃の開発が始まり、1987年に5.8x42mm DBP87と87式自動歩槍として完成した。
しかし、87式自動歩槍の性能に軍が満足しなかった為、5.8x42mm弾の配備と56式7.62mm弾の更新は95式自動歩槍の完成と配備まで遅れる事となった。
以降、5.8x42mm弾はDBP95、DBP10と改良が続けられ、現在はDBP191が最新の改良型となっている。
5.8x42mm弾は、以前から続いていた小口径化、軽量化、高初速化された軍用弾薬という国際的な傾向の一例であった。アメリカ製の5.56×45mm NATO弾やソ連製の5.45x39mm弾のような弾薬は、より大口径で重たい従来の銃弾と比較し、同重量という条件ならば兵員はもっと多量の弾薬を携行できた。また長射程における弾道の低伸性に優れ、ボルトへ加わる圧力や射手に伝わる反動が低い点は、軽量な銃器の設計や自動火器の精度において好まれた。

## 性能
弾丸重量4.15gのDBP87/95弾薬を、95式自動歩槍の463mm長の標準的な銃身から撃ちだした際、銃口初速は930m/sである。また銃身長557mmの95式班用機槍から撃ちだした際には940～960m/sである。100mの距離で8～10mmの鋼板を貫通する。これは同じ距離で6～8mmの鋼板を貫通する56式7.62mm普通弾よりも優れている。コスト抑制の指示により、幾つかの妥協が図られた。特に、弾薬ケースは鋼製で、真鍮製よりも安価である。腐食の可能性を減らすため、薬莢はダークブラウンの防護塗装による薄い層で覆われている。鋼は真鍮よりも柔軟性に欠けるため、発砲時に薬室内の間隙を充分に塞ぐことができず、真鍮製薬莢に比べて性能を落とす。燃料効率の高い無煙発射薬と非腐蝕性の雷管がDBP-87用に採用されている。
DVP88重弾は88式汎用機関銃や88式狙撃歩槍で使用する為に遠距離での射撃精度と威力を向上させた派生型である。
弾丸重量5gで、銃身長557mmの95式班用機槍からの銃口初速は870m/sである。また　銃身長620mmの88式狙撃歩槍からの銃口初速は895m/sである。有効射程は800mであり、85mの距離で16mm、1000mの距離で3.5mmの鋼板を貫通する。また射程600mにおいて非常に良好な精度を持つと報告されている。
このDVP88を95式自動歩槍で使用すると銃の寿命を著しく損なってしまう。逆にDBP87/95を88式汎用機関銃や88式狙撃歩槍で使用した場合、銃の寿命を損なう事はないがDVP88ほどの遠距離性能は得られない。
DBP10は、それまで別々の弾薬を使っていた小銃と狙撃銃、機関銃で弾薬を共用できるように設計されている。また、弾丸の形状と銅ジャケットの材料を改良する事で、銃身の摩耗と過熱を抑制させ、射撃精度を向上させている。
DBP191は191式自動歩槍と共に開発され、射程と銃身の耐用命数を向上させている。
人民解放軍陸軍は、5.8x42mm弾が5.56x45mm NATO SS109弾や5.45x39mm 7NG弾よりも優れると主張している。この弾薬は300mの距離でより弾道が低伸しており、10mmというより良い装甲貫通力を持つ。またこの距離で従来よりも大きな速度とエネルギーを保持する、としている。新型のDBP10版は弾丸重量が4.6g、また銃口初速が915m/sで、この弾薬は5.8x42mm弾薬を使用する全ての現行の銃器に適合するよう設計されている。この弾薬は従来のDBP87/95弾およびDVP88 5.8x42mm弾を全て代替する予定である。大きな改善点は弾丸形状を流線形状にし、耐腐食性の雷管を採用、鋼芯の直径を縮小したこと、銅で被覆した鋼製薬莢と銅合金の弾丸ジャケットが含まれる。弾薬には燃焼効率を向上させた発射薬が使われており、発砲後に銃器の内部に残滓を残さない。また質量が4.6g弾へと増大されたDBP10は、装甲板や他の硬目標に対してより良い貫通力を発揮する。従来のDBP87/95 5.8mm弾の試験の際には、これらの弾薬が人体に対して重大な損傷を引き起こしそうにはないことが指摘されていたが、この問題は新しいDBP10弾でも追及されなかった。

## 弾種
- DBP87 普通弾
- DBP95 普通弾
- DBP10 普通弾（ベルダン型雷管）
- DBP10A 普通弾（ボクサー型雷管）
- DBP191 普通弾
- DBX87 曳光弾
- DBX95 曳光弾
- DBX10 曳光弾
- DVP88 重弾
- DVC88 重徹甲弾
- DVC12 重徹甲弾
- DVX88 重曳光弾
- DVX12 重曳光弾
- DBU141 狙撃用高精度弾
- DBK01 空砲
- DBF07 ゴム弾

## 採用例
- 87式自動歩槍（中国語版）
- 95式自動歩槍
- 95B式自動歩槍
- 95式班用機槍 QBB-95 LSW[6]
- 88式狙撃歩槍
- 03式自動歩槍
- 88式通用機槍
- QTS-11[11]
- 191型5.8mm自動歩槍